# 알렉산더 펠링
알렉산더 펠링(독일어: Alexander Fehling, 1981년 3월 29일~)은 독일의 배우, 각본가이다.

## 작품 목록

### 방송
- 홈랜드 시즌5

### 영화
- 블레임 게임 (2019년)
- 쓰리 픽스 (2017년)
- 인 타임스 오브 페이딩 라이트 (2017년)
- 더 캡틴 (2017년) - 융커 역
- 홈랜드 시즌5 (2015년)
- 어토믹 팔라펠 (2015년)
- 러브인베를린 (2014년)
- 나치는 살아있다 (2014년)
- 버디 (2013년)
- 쇼어즈 오브 호프 (2012년)
- 하드데이 (2012년) - 플로이드 역
- 강은 한때 인간이었다 (2011년)
- 이프 낫 어스, 후? (2011년)
- 괴테 (2010년) - 요한 볼프강 괴테 역
- 13 시메스터 (2009년)
- 스톰 (2009년)
- 바스터즈: 거친 녀석들 (2009년)
- 부덴브루크가의 사람들 (2008년)
- 투어리스츠 (2007년)